# Queen Bee
Queen Bee – japoński zespół rockowy, założony 31 marca 2009 w Kobe. W Japonii znany jest pod nazwą Ziyoou-vachi (jap. 女王蜂 Joōbachi) i sam określa swój gatunek muzyczny i wizerunkowy jako „fashion punk”.

## Muzyka
W 2009 roku grupa nagrała, a na początku przyszłego roku samodzielnie wydała minialbum na CD-R za pośrednictwem własnej wytwórni Ziyoou Record (jap. 女王レコード Joō Rekōdo). W 2011 roku wydali swój pierwszy album, zatytułowany Witch Hunt, który był już profesjonalnie wyprodukowany i dystrybuowany. W tym samym roku zespół podpisał kontrakt z dużą wytwórnią, czyniąc Ziyoou Record podwytwórnią Sony Music Associated Records. Od tego czasu grupa wydała sześć pełnometrażowych albumów dla dużych wytwórni, a ich utwory pojawiły się w filmach takich jak Moteki, Sadako i Tokyo Ghoul S oraz programach telewizyjnych Spooky Romantics, Tokyo Ghoul:re, Dororo, Chainsaw Man i Moja gwiazda.

## Muzycy
Wszyscy członkowie Queen Bee występują pod pseudonimami, a ich dane osobowe, takie jak wiek, rodzina i wykształcenie, nie są oficjalnie podawane, jednak czasami są wspominane przez nich mimochodem lub poruszane w tekstach piosenek.

### Obecny skład zespołu
- Avu-chan (jap. アヴちゃん) – śpiew, gitara (od 2009)

Autor tekstów i kompozytor piosenek zespołu. Podczas pisania utworów dla innych zespołów wymieniany jako Barazono Avu-sama (jap. 薔薇園アヴ様).
- Yashi-chan (jap. やしちゃん) – gitara basowa (od 2009)

Pełny pseudonim Yashi Akatorii (jap. 赤鳥居ヤシ Akatorii Yashi).
Według doniesień najlepsza przyjaciółka Avu-chan.
- Hibari-kun (jap. ひばりくん) – gitara (od 2015)[12]

### Byli członkowie zespołu
- Yūki-chan – gitara (2009)[13]
- Gigi-chan (jap. ギギちゃん) – gitara (2009–2012)[13]

Pełny pseudonim Gigi Yurijō (jap. 百合城ギギ Yurijō Gigi).
- Ruri-chan (jap. ルリちゃん) – perkusja (2009–2023)[13][14]

Pełny pseudonim Ruri Nijigamine (jap. 虹ヶ峰ルリ Nijigamine Ruri).
Według doniesień prawdziwa siostra Avu-chan.